# Вічність

Варіації символу незкінченості

Вічність (англ. eternity) — філософське поняття-категорія, яким позначається безперервність існування-функціонування певного явища, об'єкту чи суб'єкту Всесвіту.

## Основні трактування
- Властивість і стан істоти або речовини, безумовно що не підлягає часу, тобто не має ані початку, ані продовження, ані кінця у часі, але містить за раз, в одному нероздільному акті, усю повноту свого буття; така вічність абсолютної істоти.
- Нескінченне продовження або повторення даного буття у часі; така яка приймається в багатьох філософських системах вічність Всесвіту, яка іноді (наприклад у стоїцизмі) представляється як просте повторення в незліченних циклах одного і того ж космогонічного і історичного змісту.
- Вічність є інтервал часу, який містить в собі будь-який скінченний інтервал часу.